# Église Saint-Martin de Vendhuile
L'église Saint-Martin est une église située sur le territoire de la commune de Vendhuile, dans le département de l'Aisne, en France.

## Historique

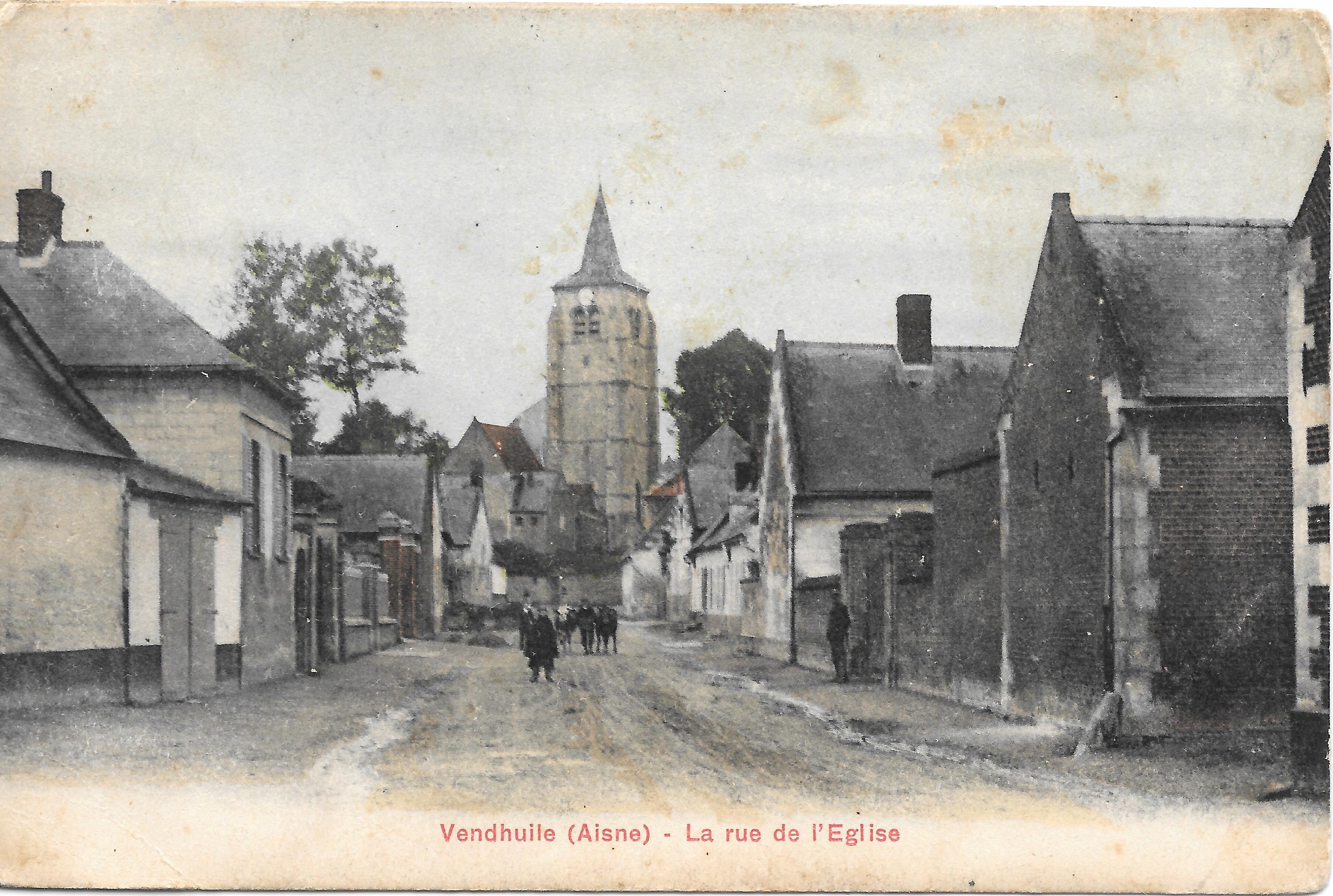
Église de Vendhuile avant sa destruction en 1917 (carte postale vers 1910).

L'église  de Vendhuile fut entièrement dévastée pendant la Première Guerre mondiale. Elle fut reconstruite entre le début de 1927 et août 1928 par l'architecte parisien Jacques Droz, qui réalisa également l'église Saint-Louis de Vincennes et l'église Sainte-Jeanne-d'Arc de Nice.

## Description sommaire
L'église possède une nef unique de plan carré, surmontée d'une coupole en béton armé. La structure est en béton armé, les maçonneries extérieures sont revêtues d'un crépi en ciment. Les vitraux sont de Jean Hébert-Stevens d'après les cartons de Valentine Reyre, avec la collaboration d'André Rinuy. Valentine Reyre a également réalisé les peintures murales du chœur et le chemin de croix.
Le monument est inscrit au titre des monuments historiques en 1994.